# Аксарај (вилајет)
Вилајет Аксарај (тур. Aksaray ili) је вилајет у Турској у Централној Анатолији. Суседни вилајети су Конија на западу и југу, Нигде на југоистоку, Невшехир на истоку и Киршехир на северу. Административни центар вилајета је град Аксарај.
Овај вилајет поседује велике природне лепоте: Аксарај је један од четири вилајета који су највише посећени у Кападокији. Са 3.000 метара вулкан на планини Хасан налази се између Аксараја и Нигде. Лета су врућа и сува у равници, али је вилајет богат зеленилом и цвећем у време пролећа. 
Античко име за ову област је било Archelais Garsaura, које је промењено у Таксара, а током владавине Селџука у Аксарај.

## Историја
Равница у централној Анатолији је насељена више од 8.000 година. Током постојања пута свиле каравани су пролазили кроз ову област и утицали су на стварање већих насеобина како би снабдевали трговце. Град и околина Аксараја процветали су у време античког Рима, Византије и Турског периода. 
Данас је Аксарај рурална област, у којој се људи превасходно баве пољопривредом а становништво је религиозно и конзервативно. Од 1950. велики број људи се иселио у Европу. 